# Війна Долини та Вестсайду
«Війна Долини та Вестсайду» (англ. The Valley-Westside War) — підлітковий альтернативно-історичний роман американського письменника Гаррі Тертлдава 2008 року. Це шоста і остання книга в серії «Перехресний трафік».

## Фон
У «Війні Долини та Вестсайду» у 1967 році між Сполученими Штатами та Радянським Союзом спалахнула глобальна ядерна війна, яка призвела до краху цивілізації. Дія книги відбувається на руїнах колишнього Лос-Анджелеса через 130 років після війни. Територія міста контролюється двома ворогуючими між собою феодальними державами: Королівством Вестсайд і Королівством Долини. Команду «Перехресного трафіка» відправляють досліджувати залишки бібліотеки Каліфорнійського університету в Лос-Анджелесі, щоб з'ясувати, що стало причиною початкової ядерної війни, але громадяни обох королівств втягуються в локальну війну, яка вважає, що вони намагаються отримати доступ до знання старих людей для створення досконалої зброї.

## Короткий зміст сюжету
Сім'я Мендоза, фінансована грантом «Перехресний трафік» і замаскована під торговців, повертається на післявоєнну Землю, щоб дізнатися, хто ініціював військові дії. Ліз Мендоза часто відвідує бібліотеку Каліфорнійського університету в Лос-Анджелесі, щоб проаналізувати тогочасні книги та журнали, шукаючи розуміння та причини конфлікту. Саме під час своїх регулярних поїздок до бібліотеки вона знайомиться з Деном, солдатом з Долини, якого спочатку вважає тупим і німим. Ден, однак, не такий неосвічений і невіглас, як думає Ліз, і, хоча вона його приваблює, він має свої побоювання щодо Мендоз. Його підозри підтверджуються, і він розкриває їхнє прикриття та змушує повернутися у власний альтернативний час, але не раніше, ніж запитує, чому людина з іншого часу, яка має знання та досвід, щоб допомогти Землі оговтатися від післявоєнного хаосу, нічого не робить.

## Рецензії
School Library Journal дав гарну рецензію роману, сказавши, що історія сподобається шанувальникам антиутопій. SF Scope сказав, що роман є «цікавим дослідженням того, яким може бути постапокаліптичний світ», але виявив, що герої, за винятком Ліз і Дена, не більше ніж нікчеми. Лос-Анджелес Таймс не дала позитивного відгуку, описавши книгу як неохайну та сказавши, що вона не відповідає іншим антиутопіям, заснованим на альтернативних історіях, таких як «Людина у високому замку», «Різницева машина» або «Змова проти Америки».